# Janusz Gancarczyk
Janusz Gancarczyk (ur. 19 czerwca 1984 w Oławie) – polski piłkarz grający jako lewy pomocnik.

## Kariera klubowa
Janusz Gancarczyk jest wychowankiem MKS Oława. Po grze w Oławie związał się z Górnikiem Polkowice. Od sezonu 2007/2008 do sezonu 2009/2010 grał w Śląsku Wrocław. W Ekstraklasie rozegrał 89 meczów i strzelił 6 goli. W dniu 17 stycznia 2010 roku zawodnik podpisał kontrakt z Polonią Warszawa. W sezonie 2011/2012 reprezentował barwy Zagłębie Lubin, w 2013 podpisał kontrakt z GKS Katowice, a w sierpniu 2014 rozegrał 4 spotkania w swoim macierzystym klubie by następnie zostać zawodnikiem Odry Opole. W 2017 roku został zawodnikiem czwartoligowego zespołu [Foto Higiena Gać] gdzie w tym samym sezonie wywalczył wraz z drużyną wejście do trzeciej ligi.

## Kariera reprezentacyjna
Janusz Gancarczyk został powołany przez trenera Franciszka Smudę na mecze towarzyskie z Rumunią i Kanadą. Zadebiutował 18 listopada 2009 roku w meczu z Kanadą, zmieniając w 69 minucie spotkania Kamila Kosowskiego.
| Reprezentacja | Rok     | Mecze | Bramki |
| ------------- | ------- | ----- | ------ |
| Polska        | 2009    | 1     | 0      |
| Łącznie       | Łącznie | 1     | 0      |

| Mecze i gole w reprezentacji | Mecze i gole w reprezentacji | Mecze i gole w reprezentacji | Mecze i gole w reprezentacji | Mecze i gole w reprezentacji | Mecze i gole w reprezentacji | Mecze i gole w reprezentacji |
| #                            | Data                         | Miasto                       | Przeciwnik                   | Gol                          | Wynik                        | Rozgrywki                    |
| ---------------------------- | ---------------------------- | ---------------------------- | ---------------------------- | ---------------------------- | ---------------------------- | ---------------------------- |
| 1.                           | 18.11.2009                   | Bydgoszcz                    | Kanada                       |                              | 1:0                          | towarzyski                   |

## Życie prywatne
Brat piłkarzy: Artura, Andrzeja, Marka, Krzysztofa, Waldemara i Mateusza.